# Stefan Holban
Stefan Holban (Vaslui, 15. svibnja 1869. - Bukurešt, 2. prosinca 1939.) je bio rumunjski general i vojni zapovjednik. Tijekom Prvog svjetskog rata zapovijedao je s 9. i. 2. divizijom, dok je nakon rata obnašao dužnost ministra obrane.

## Vojna karijera
Stefan Holban rođen je 15. svibnja 1869. u (Vasluiu. Godine 1889. završava Časničku kolu za konjaništvo, dok od 1898. pohađa Vojnu akademiju u Bukureštu koju završava 1900. godine. Pred početak rata, 1914. godine, promaknut je u čin pukovnika.

## Prvi svjetski rat
Na početku rata Holban obnaša dužnost zapovjednika zaduženog za opskrbu u Dobrudži. U rujnu 1916. imenovan je zapovjednikom 9. divizije, nakon čega zapovijeda 9./19. divizijom koja je nastala od ostataka 9. i 19. divizije. Njome zapovijeda do prosinca 1916. kada postaje zapovjednikom 2. divizije na čijem čelu se nalazi do ožujka 1917. godine. U prosincu 1916. obnaša i dužnost rumunjskog predstavnika pri zapovjedništvu ruske vojske u Rumunjskoj, da bi tijekom 1917. bio unaprijeđen u čin brigadnog generala.

## Poslije rata
U listopadu 1918. imenovan je zapovjednikom 6. divizije. S navedenom divizijom prodire u Transilvaniju, te sudjeluje u rumunjsko-mađarskom ratu. U navedenom ratu najprije zapovijeda vojnim područjem sa sjedištem u Oradei da bi se nakon toga od kolovoza 1919. sudjelovao u okupaciji Budimpešte. Godine 1921. promaknut je u čin divizijskog generala. U razdoblju od prosinca 1921. do siječnja 1922. obnaša i dužnost ministra obrane u rumunjskoj vladi.
Preminuo je 2. prosinca 1939. godine u 71. godini života u Bukureštu.

## Vanjske poveznice
(rum.) Stefan Holban na stranici Enciclopediaromaniei.ro